# Костлан, Иван Иосифович
Ива́н Ио́сифович (Оси́пович) Костла́н (20 ноября (2 декабря) 1877, Киев, Киевская губерния, Российская империя ― 10 апреля 1963, Москва, РСФСР, СССР) ― советский фаготист и педагог, профессор Московской консерватории.

## Биография
Родился в семье рабочего-машиниста, игре на фаготе обучался у С. Дуды в музыкальном училище Киевского отделения Русского музыкального общества, которое окончил в 1897 году. В том же году Костлан принят в оркестр Итальянской оперы в Москве. C 1898 он совершенствовался в Московской консерватории под руководством В. И. Кристеля, и окончил её в 1902 году. За год до этого он был принят в оркестр Большого театра, где работал впоследствии в течение сорока лет.
В 1922 Костлан был приглашён преподавать в Московскую консерваторию. Поскольку класс фагота был закрыт с 1920, Костлану пришлось организовывать его по сути заново. Костлан полностью переработал учебные планы, пополнил репертуар собственными переложениями музыки русских композиторов, создав полноценную программу обучения игре на фаготе. В консерватории Костлан преподавал до самой смерти (1963), в 1939 ему было присвоено звание профессора. В 1930―50-е годы он также преподавал в училище при Московской консерватории. Среди учеников Костлана ― П. И. Караулов, П. А. Савельев, Р. П. Терёхин и многие другие известные фаготисты.
Костлану принадлежат два сборника переложений для фагота и фортепиано, четыре концертных этюда для фагота и другие сочинения.

## Награды
- орден «Знак Почёта» (28.12.1946)